# 海乃るり
海乃 るり（うみの るり、8月8日 - ）は、日本の女性声優であり、デジタル声優アイドルグループ22/7（ナナブンノニジュウニ）の元メンバー。

## 略歴
2016年
- 12月24日 - 応募総数10,325名の中から[3]、22/7最終オーディションに合格。エントリーナンバーは4番であった[注 1]。

2017年
- 3月2日 -「私たちの名付け親になってください」SHOWROOM配信で、名前を募集[5]。
- 3月4日 - メンバー名発表SHOWROOM配信で、名前が「海乃るり」に決定[注 2]。
- 5月13日[6] - 配役決定生電話SHOWROOM配信で、22/7のキャラクターの戸田ジュンの声優を担当することが正式に決定。それに伴い素顔が初公開された。
- 9月20日 - 22/7の1stシングル「僕は存在していなかった」でメジャーデビュー。

2018年
- 4月2日 - 22/7メンバーの高辻麗とともに超!A&G+『A&G ARTIST ZONE THE CATCH』の月曜パーソナリティに就任[7]。
- 7月7日 - 自らが声優を務める戸田ジュンとして出演する『22/7 計算中』が放送開始。
- 8月23日 - ナレーションを担当した「京まふスペシャルムービー」が公開される[8][9]。
- 9月20日 - 戸田ジュンとしてバーチャルYouTuberデビュー[8]。

2019年
- 2月11日 - 自身の公式Twitterを開始。

2020年
- 1月11日 - 自身初のメインキャラクターの声優を務めるテレビアニメ『22/7』が放送開始。
- 9月20日 - 22/7内のユニット『晴れた日のベンチ』としても戸田ジュン役でライブデビュー。楽曲「半チャーハン」を初披露[10]。

2021年
- 9月30日 - 2021年11月末をもって22/7を卒業することを発表。[11]
- 11月30日 - 22/7を卒業。

## 人物
- 愛称は「るーりー」「るりるり」[注 3]。「海乃るり」という名前には「名字にさんずいが入っていて、名前はひらがな」という本人の希望が反映されている。
- アニメとアイドルの両方が好きであり、好きなアニメには『妖狐×僕SS』、『探偵オペラ ミルキィホームズ』、『犬夜叉』、『ラブライブ!』などを挙げている[12]。『ラブライブ!』で好きなキャラクターは西木野真姫である。
- 憧れの声優は南條愛乃であり、彼女が歌っているキャラクターソングの「ココロノエデン[注 4]」がとくに好きだという[13]。
- アイドルで好きな人物としては、松井玲奈や柏木由紀を挙げている[14]。
- 耳の長さは左右共に7cm[注 5]。
- 環境問題に造詣が深く、eco検定の資格を持っている。
- 好物は焼肉。

### 交友関係
- 『A&Gオールスター2017 スペシャルライブ』で知り合った草本夏明、涼本あきほ、峯田茉優[注 6] と[15]、虹のコンキスタドールの片岡未優とは親交がある[16]。
- 以前から井澤美香子と仲が良いと明かしており、他にはYURiKA、高柳知葉、みあ（三月のパンタシア）などとも交友がある[17][18]。

## ディスコグラフィー
シングル（22/7）
僕は存在していなかった（2017年9月20日）
- 僕は存在していなかった
- 地下鉄抵抗主義
- 11人が集まった理由

シャンプーの匂いがした（2018年4月11日）
- シャンプーの匂いがした
- 人格崩壊
- やさしい記憶
- 叫ぶしかない青春
- 循環バス

理解者（2018年8月22日）
- 理解者
- 絶望の花
- 韋駄天娘
- 不確かな青春
- 未来があるから

何もしてあげられない（2019年8月21日）
- 何もしてあげられない
- 君はMoon
- とんぼの気持ち
- ロマンスの積み木
- Rain of lies

ムズイ（2020年2月26日）
- ムズイ
- 空のエメラルド
- 僕らの環境
- 足を洗え!
- 願いの眼差し

風は吹いてるか?（2020年9月30日）
- 風は吹いてるか?
- ポニーテールは振り向かせない
- 半チャーハン（晴れた日のベンチ-戸田ジュン）

僕が持ってるものなら（2021年2月24日）
- 僕が持ってるものなら
- タチツテトパワー
- 好きと言ったのは嘘だ
- キウイの主張（白組-戸田ジュン）

覚醒（2021年11月24日）
- 覚醒
- Just here and now
- いつの間にSunrise
- 今年 初めての雪（紅組-戸田ジュン）

アルバム（22/7）
11という名の永遠の素数（2021年7月14日）新録
- ヒヤシンス
- 空を飛んでみよう
- To goでよろしく！（晴れた日のベンチ-戸田ジュン）

キャラクターソング（22/7）
- 人生はワルツ（戸田ジュン）

サウンドトラック
舞台アサルトリリィ御台場女学校編 The Singlular Ability -Original Sound Track-（2022年2月17日）
- 背中を合わせて（御台場女学校-井草昴）
- 蝶よ花よじゃいられない（御台場女学校-井草昴）

## 出演
太字はメインキャラクター。

### テレビアニメ
2018年
- PERSONA5 the Animation（女子アナ、茶髪の女子高生 ほか）※なつのひまわり名義

2019年
- BEASTARS（女子生徒）

2020年
- 22/7（戸田ジュン）
- シャドウバース（フタミ）
- ハクション大魔王2020（女の子）

### 映画
2020年
- ヲタクに恋は難しい（タピオカスクランブル ミュージカルパート）

### 劇場アニメ
2021年
- フラ・フラダンス（環奈の後輩）

### テレビ番組
- 22/7 計算中 [2018年7月7日 - 2021年11月27日]（戸田ジュン） - season3まで
- 22/7 検算中 [2021年1月9日 - 3月27日]（海乃るり）

### ゲーム
2020年
- 22/7 音楽の時間（戸田ジュン[20]）
- 社長、バトルの時間です!（モーフィー・ルドー[21]）

2021年
- 君は雪間に希う

### 舞台
2021年
- 銀岩塩『vol.6 FUSIONICAL STAGE「ABSO-METAL RE:START 1&2」』 [2021年6月8日 - 13日 THEATRE1010]（シェビー）※公演中止[22]
- ピウス『アサルトリリィ・御台場女学校編「The Singular Ability」[23]』 [2021年8月20日 - 29日 紀伊國屋ホール]（井草昴）
- 銀岩塩『vol.4-5 FUSIONICAL STAGE「ABSO-METAL～黎明～」 [2021年10月16日 - 24日 新宿村LIVE]（パメラ）

### ラジオ
- 22/7(ナナブンノニジュウニ)割り切れないラジオ [2017年4月23日 - 2018年7月1日 不定期 超!A&G+][24]
- A&G ARTIST ZONE THE CATCH [2018年4月2日 - 2019年3月25日 超!A&G] - 月曜日レギュラー「22/7のTHE CATCH」[7]
- 22/7(ナナブンノニジュウニ)割り切れないラジオ+ [2020年7月4日 -2021年11月27日 不定期 超!A&G+]